# Pieter Boorsma
Pieter Boorsma (Koog aan de Zaan, 10 oktober 1871 - 19 september 1951) was een Nederlands molenontwerper, molenkenner en auteur.

## Biografie
Boorsma was molenmaker van beroep. Nadat de rol van de windmolens in de Zaanstreek was uitgespeeld ging hij zich toeleggen op de bouw en inrichting van verschillende stoomhoutzagerijen en ook een aantal stoomgortpellerijen.
Boorsma publiceerde over de molenbouw en het molenleven ook verschillende boeken waarin hij zijn vakkennis vastlegde en schreef in het tijdschrift De Zaende vlak na de Tweede Wereldoorlog in zijn laatste levensjaren op verzoek veel verhalen over de bouw en gebruik van de molens voordat deze kennis verloren zou gaan. In het latere dagblad de Zaanlander zijn ook jarenlang artikelen van hem verschenen.
Zijn boek Duizend Zaanse Molens gold jarenlang als het standaardwerk over de molens in de Zaanstreek. Hij was tevens jarenlang secretaris van de vereniging De Zaansche Molen, die hij oprichtte met Frans Mars, en conservator van het Molenmuseum in Koog aan de Zaan en wordt beschouwd als de grootste molengeschiedkundige in zijn regio. Hij woonde jarenlang in het houten huis Zuideinde 13-15 in Koog aan de Zaan, een rijksmonument uit de achttiende eeuw en was als sociaal bewogen persoon bevriend met Ferdinand Domela Nieuwenhuis.